# Diamond Collection
Diamond Collection es el quinto álbum recopilatorio de la banda canadiense de hard rock, Triumph y fue publicado en formato de disco compacto y digipak en 2010. Diamond Collection es el álbum que más canciones tiene de todos los de Triumph, ya que es una compilación que contiene 10 discos que son una réplica de los álbumes de estudio y el álbum en directo Stages de la banda que fueron publicados de 1976 a 1987.

## Lista de canciones

### Disco uno - Triumph
| Side one |                                     |                |          |  |
| N.º      | Título                              | Escritor(es)   | Duración |  |
| 1.       | «24 Hours a Day»                    | Rik Emmett     | 4:28     |  |
| 2.       | «Be My Lover»                       | Rik Emmett     | 3:17     |  |
| 3.       | «Don't Take My Life»                | Gil Moore      | 5:00     |  |
| 4.       | «Street Fighter»                    | Gil Moore      | 3:28     |  |
| 5.       | «Street Fighter (Reprise)»          | Gil Moore      | 3:02     |  |
| 6.       | «What's Another Day of Rock & Roll» | Gil Moore      | 4:50     |  |
| 7.       | «Easy Life»                         | Michael Levine | 3:55     |  |
| 8.       | «Let Me Get Next to You»            | Gil Moore      | 3:02     |  |
| 9.       | «The Blinding Light Show/Moonchild» | Rik Emmett     | 8:46     |  |

### Disco dos - Rock & Roll Machine
| A Side |                                                          |                                                         |          |  |
| N.º    | Título                                                   | Escritor(es)                                            | Duración |  |
| 1.     | «Takes Time»                                             | Emmett / Moore / Levine                                 | 3:48     |  |
| 2.     | «Bringing It on Home»                                    | Emmett / Levine                                         | 4:36     |  |
| 3.     | «Little Texas Shaker»                                    | Emmett / Moore / Levine                                 | 3:26     |  |
| 4.     | «New York City Streets, Pt. 1»                           | Gil Moore                                               | 3:09     |  |
| 5.     | «New York City Streets, Pt. 2»                           | Gil Moore                                               | 4:42     |  |
| 6.     | «City: War March/El Duende Agonizante/Minstrel's Lament» | Rik Emmett                                              | 9:32     |  |
| 7.     | «Rocky Mountain Way»                                     | Joe Walsh / Rocke Grace / Kenny Passarelli / Joe Vitale | 4:06     |  |
| 8.     | «Rock & Roll Machine»                                    | Gil Moore                                               | 7:00     |  |

### Disco tres - Just a Game
| A Side |                       |                                    |          |  |
| N.º    | Título                | Escritor(es)                       | Duración |  |
| 1.     | «Movin' On»           | Gary Moore                         | 4:10     |  |
| 2.     | «Lay It on the Line»  | Rik Emmett                         | 4:05     |  |
| 3.     | «Young Enough to Cry» | Rik Emmett                         | 6:04     |  |
| 4.     | «American Girls»      | Gil Moore                          | 4:50     |  |
| 5.     | «Just a Game»         | Gil Moore                          | 6:16     |  |
| 6.     | «Fantasy Serenade»    | Rik Emmett                         | 1:39     |  |
| 7.     | «Hold On»             | Emmett / Moore / Ian Levine        | 6:08     |  |
| 8.     | «Suitcase Blues»      | Emmett / Little Brother Montgomery | 3:08     |  |

### Disco cuatro - Progressions of Power
| A Side |                          | |          |  |
| N.º    | Título                   | Escritor(es)                                                                                              | Duración |  |
| 1.     | «I Live for the Weekend» | Emmett / Moore / Levine                                                                                   | 5:18     |  |
| 2.     | «I Can Survive»          | Emmett / Moore / Levine                                                                                   | 4:01     |  |
| 3.     | «In the Night»           | Emmett / Moore / Levine / Daniel Ash / Kevin Haskins / Professor Longhair / Peter Murphy                  | 6:16     |  |
| 4.     | «Nature's Child»         | Emmett / Moore / Levine                                                                                   | 5:42     |  |
| 5.     | «Woman In Love»          | Emmett / Moore / Levine / Gary Moore                                                                      | 4:38     |  |
| 6.     | «Take My Heart»          | Emmett / Moore / Levine                                                                                   | 3:31     |  |
| 7.     | «Tear the Roof Off»      | Emmett / Moore / Levine                                                                                   | 4:29     |  |
| 8.     | «Fingertalkin'»          | Emmett / Moore / Levine                                                                                   | 2:01     |  |
| 9.     | «Hard Road»              | Emmett / Moore / Levine / Ozzy Osbourne / Tony Iommi / Geezer Butler / Bill Ward / Harry Vanda / G. Young | 5:28     |  |

### Disco cinco - Allied Forces
| A Side |                                   |                         |          |  |
| N.º    | Título                            | Escritor(es)            | Duración |  |
| 1.     | «Fool for Your Love»              | Emmett / Moore / Levine | 4:30     |  |
| 2.     | «Magic Power»                     | Emmett / Moore / Levine | 4:54     |  |
| 3.     | «Air Raid»                        | Emmett / Moore / Levine | 1:18     |  |
| 4.     | «Allied Forces»                   | Emmett / Moore / Levine | 5:06     |  |
| 5.     | «Hot Time (In This City Tonight)» | Emmett / Moore / Levine | 3:24     |  |
| 6.     | «Fight the Good Fight»            | Emmett / Moore / Levine | 6:23     |  |
| 7.     | «Ordinary Man»                    | Emmett / Moore / Levine | 7:14     |  |
| 8.     | «Petite Étude»                    | Emmett / Moore / Levine | 1:15     |  |
| 9.     | «Say Goodbye»                     | Emmett / Moore / Levine | 4:36     |  |

### Disco seis - Never Surrender
| A Side |                           |                                          |          |  |
| N.º    | Título                    | Escritor(es)                             | Duración |  |
| 1.     | «Too Much Thinking»       | Emmett / Moore / Levine                  | 5:39     |  |
| 2.     | «A World of Fantasy»      | Emmett / Moore / Levine / Tammy Patrick  | 5:01     |  |
| 3.     | «A Minor Prelude»         | Emmett / Moore / Levine                  | 0:42     |  |
| 4.     | «All the Way»             | Emmett / Moore / Levine / Gene Simmons   | 3:42     |  |
| 5.     | «Battle Cry»              | Emmett / Moore / Levine                  | 4:28     |  |
| 6.     | «Overture (Processional)» | Emmett / Moore / Levine                  | 1:54     |  |
| 7.     | «Never Surrender»         | Emmett / Moore / Levine                  | 6:40     |  |
| 8.     | «When the Lights Go Down» | Emmett / Moore / Levine                  | 5:06     |  |
| 9.     | «Writing on the Wall»     | Emmett / Moore / Levine / Gregory Issacs | 3:38     |  |
| 10.    | «Epilogue (Resolution)»   | Emmett / Moore / Levine                  | 2:47     |  |

### Disco siete - Thunder Seven
| A Side |                              |                         |          |  |
| N.º    | Título                       | Escritor(es)            | Duración |  |
| 1.     | «Spellbound»                 | Emmett / Moore / Levine | 5:13     |  |
| 2.     | «Rock Out, Roll On»          | Emmett / Moore / Levine | 5:16     |  |
| 3.     | «Cool Down»                  | Emmett / Moore / Levine | 4:50     |  |
| 4.     | «Follow Your Heart»          | Emmett / Moore / Levine | 3:34     |  |
| 5.     | «Time Goes By»               | Emmett / Moore / Levine | 6:01     |  |
| 6.     | «Midsummer's Daydream»       | Rik Emmett              | 1:40     |  |
| 7.     | «Time Canon»                 | Emmett / Moore / Levine | 1:33     |  |
| 8.     | «Killing Time»               | Emmett / Moore / Levine | 4:17     |  |
| 9.     | «Stranger in a Strange Land» | Emmett / Moore / Levine | 5:13     |  |
| 10.    | «Little Boy Blues»           | Emmett / Moore / Levine | 3:40     |  |

### Disco ocho - Stages
| A Side |                           |                                        |          |  |
| N.º    | Título                    | Escritor(es)                           | Duración |  |
| 1.     | «When the Lights Go Down» | Emmett / Moore / Levine                | 5:56     |  |
| 2.     | «Never Surrender»         | Emmett / Moore / Levine                | 6:43     |  |
| 3.     | «Allied Forces»           | Emmett / Moore / Levine                | 5:25     |  |
| 4.     | «Hold On»                 | Rik Emmett                             | 4:21     |  |
| 5.     | «Magic Power»             | Emmett / Moore / Levine                | 6:12     |  |
| 6.     | «Rock and Roll Machine»   | Emmett / Moore / Levine                | 10:20    |  |
| 7.     | «Lay It On the Line»      | Emmett / Moore / Levine                | 5:03     |  |
| 8.     | «A World of Fantasy»      | Emmett / Levine / Moore/ Tammy Patrick | 4:15     |  |
| 9.     | «Druh Mer Selbo»          | Gil Moore                              | 4:20     |  |
| 10.    | «Midsummer's Daydream»    | Emmett / Moore / Levine                | 2:43     |  |
| 11.    | «Spellbound»              | Rik Emmett                             | 3:56     |  |
| 12.    | «Follow Your Heart»       | Emmett / Moore / Levine                | 3:37     |  |
| 13.    | «Fight the Good Fight»    | Emmett / Moore / Levine                | 7:36     |  |
| 14.    | «Mind Games»              | Emmett / Moore / Levine                | 5:33     |  |
| 15.    | «Empty Inside»            | Emmett / Moore / Levine                | 3:58     |  |

### Disco nueve - The Sport of Kings
| A Side |                                  |                                          |          |  |
| N.º    | Título                           | Escritor(es)                             | Duración |  |
| 1.     | «Tears in the Rain»              | Emmett / Moore / Levine                  | 3:54     |  |
| 2.     | «Somebody's Out There»           | Emmett / Moore / Levine                  | 4:04     |  |
| 3.     | «What Rules My Heart»            | Emmett / Moore / Levine                  | 3:52     |  |
| 4.     | «If Only»                        | Emmett / Moore / Levine                  | 4:00     |  |
| 5.     | «Hooked On You»                  | Emmett / Moore / Levine                  | 3:22     |  |
| 6.     | «Take a Stand»                   | Emmett / Moore / Levine                  | 4:33     |  |
| 7.     | «Just One Night»                 | Neal Schon / Tony Fanucchi / Eric Martin | 3:40     |  |
| 8.     | «Embrujo»                        | Emmett / Moore / Levine                  | 1:29     |  |
| 9.     | «Play with the Fire»             | Emmett / Moore / Levine                  | 5:18     |  |
| 10.    | «Don't Love Anybody Else But Me» | Ed Roynesdal                             | 3:55     |  |
| 11.    | «In the Middle of the Night»     | Emmett / Moore / Levine                  | 4:37     |  |

### Disco diez - Surveillance
| A Side |                               |                                        |          |  |
| N.º    | Título                        | Escritor(es)                           | Duración |  |
| 1.     | «Prologue: Into the Forever»  | Emmett / Moore / Levine                | 1:00     |  |
| 2.     | «Never Say Never»             | Emmett / Moore / Levine / Sil Simone   | 3:38     |  |
| 3.     | «Headed for Nowhere»          | Emmett / Moore / Levine / Rick Santers | 6:08     |  |
| 4.     | «All the King's Horses»       | Emmett / Moore / Levine / Steve Morse  | 1:46     |  |
| 5.     | «Carry on the Flame»          | Emmett / Moore / Levine / Dave Tkaczuk | 5:18     |  |
| 6.     | «Let the Light (Shine on Me)» | Emmett / Moore / Levine                | 5:15     |  |
| 7.     | «Long Time Gone»              | Emmett / Moore / Levine                | 5:15     |  |
| 8.     | «Rock You Down»               | Emmett / Moore / Levine                | 4:01     |  |
| 9.     | «Prelude: The Waking Dream»   | Emmett / Moore / Levine                | 1:10     |  |
| 10.    | «On and On»                   | Emmett / Moore / Levine                | 3:47     |  |
| 11.    | «All Over Again»              | Roger Freeland / Joe Pizzulo           | 3:58     |  |
| 12.    | «Running in the Night»        | Emmett / Moore / Levine                | 3:51     |  |

## Formación

### Triumph
- Rik Emmett — voz, guitarra acústica, guitarra eléctrica, guitarra de doce cuerdas, dobro, clavinet y productor.
- Gil Moore — voz, batería y percusiones y productor.
- Michael Levine — bajo, teclados, órgano, piano, clavinet, coros y productor.

### Formación adicional

#### Disco uno - Triumph
- Laurie Delgrande — teclados

#### Disco dos - Rock & Roll Machine
- Laurie Delgrande — teclados
- Mike Danna — teclados
- Beau David — coros
- Elaine Overholt — coros
- Gord Wazsek — coros
- Colina Phillips — coros
- Rosie Levine — coros

#### Disco tres - Just a Game
- Laurie Delgrande — teclados
- Mike Danna — teclados
- Beau David — coros
- Clint Ryan — coros
- Elaine Overholt — coros
- Gord Wazsek — coros
- Colina Phillips — coros
- Rosie Levine — coros

#### Disco cinco - Allied Forces
- Elaine Overholt — coros

#### Disco siete - Thunder Seven
- Lou Pomanti — teclados
- Al Rogers — coros
- Sandee Bathgate — coros
- Dave Dickson — coros
- Herb Moore — coros
- Andy Holland — coros

#### Disco ocho - Stages
- Gary McCracken — batería (en la canción «Mind Games»)
- Rob Yale — teclados
- Elaine Overholt — coros

#### Disco nueve - The Sport of Kings
- Lou Pomanti — teclados
- Scott Humphrey — teclados
- Johnny Rutledge — coros
- David Blamires — coros
- Neil Donell — coros

#### Disco diez - Surveillance
- Steve Morse — guitarra acústica en la canción «All the King's Horses» y guitarra eléctrica en la canción «Headed for Nowhere»
- John Roberts — locutor (en la canción «Carry On the Flame»)
- Dave Traczuk — programador, sintetizador y teclados
- Greg Loates — percusiones, programador, efectos y productor
- Hugh Cooper — efectos de sonido
- Joel Feeney — coros
- Joel Wade — coros
- Paul Henderson — coros
- Ross Munro — coros
- John Alexander — coros
- Noel Golden — coros

### Productores varios
- Triumph
- Doug Hill
- David Thoener
- Eddie Kramer
- Mike Clint
- Thom Trumbo